# Mesocyclops australiensis
Mesocyclops australiensis är en kräftdjursart som först beskrevs av Georg Ossian Sars 1908.  Mesocyclops australiensis ingår i släktet Mesocyclops och familjen Cyclopidae. Inga underarter finns listade i Catalogue of Life.